# Linum modestum
Espèce
Linum modestum est une espèce de plantes à fleurs de la famille des Linaceae. C'est une plante herbacée vivace découverte au Mexique.